# Вінер-Нойштадт (Ланд)
Бецирк Вінер-Нойштадт — округ Австрійської федеральної землі Нижня Австрія. Центр округу - місто Вінер-Нойштадт (як статутарне місто, не входить до складу округу, утворюючи окрему адміністративну одиницю).
Округ поділено на 35 громад:

Міста
1. Ебенфурт (2785)
2. Кірхшлаг-ін-дер-Букліген-Вельт (2876)

Ярмаркові містечка
1. Бад-Шенау (754)
2. Еггендорф (4243)
3. Гохволькерсдорф (1035)
4. Гоге-Ванд (1319)
5. Голлентон (1081)
6. Катцельсдорф (3025)
7. Ліхтенегг (1077)
8. Матцендорф-Геллес (1802)
9. Мізенбах (714)
10. Муггендорф (529)
11. Перніц (2521)
12. Рор-ім-Гебірге (494)
13. Вайдманнсфельд (1784)
14. Вальперсбах (1048)
15. Вайкерсдорф-ам-Штайнфельде (1006)

Сільські громади
1. Бад-Ерлах (2663)
2. Бад-Фішау-Брунн (2807)
3. Бромберг (1254)
4. Феліксдорф (4281)
5. Гутенштайн (1402)
6. Гохнойкірхен-Гшайдт (1728)
7. Крумбах (2220)
8. Ланценкірхен (3632)
9. Ліхтенверт (2984)
10. Маркт-Піштінг (2790)
11. Шварценбах (1042)
12. Золленау (4610)
13. Терезінфельд (2703)
14. Вальдегг (2010)
15. Вісмат (1564)
16. Вінцендорф-Мутманнсдорф (1812)
17. Веллерсдорф-Штайнабрюкль (4013)
18. Ціллінгдорф (1911)

## Демографія
Населення округу за роками за даними статистичного бюро Австрії

## Виноски
| Австрія | Це незавершена стаття з географії Австрії. Ви можете допомогти проєкту, виправивши або дописавши її. |